# اوندا (آرکانزاس)
اوندا (به انگلیسی: Onda) یک منطقهٔ مسکونی در ایالات متحده آمریکا است که در شهرستان واشینگتن، آرکانزاس واقع شده‌است. اوندا ۵۱۴ متر بالاتر از سطح دریا واقع شده‌است.